# Admiral Vladivostok
Hockey Club Admiral ou Admiral Vladivostok é um clube de hóquei no gelo profissional russo sediado em Vladivostok. Eles são membros da Liga Continental de Hockey.

## História
Fundando originariamente em 2013. São membros da Liga Continental de Hockey desde a temporada 2013-2014.